# Listă de comitate din provincia Noua Scoție
Această pagină este o listă a celor 18 comitate (și ale reședințelor acestora) ale provinciei Noua Scoție din Canada.
| Comitat                 | Reședință       |
| ----------------------- | --------------- |
| Comitatul Annapolis     | Annapolis Royal |
| Comitatul Antigonish    | Antigonish      |
| Comitatul Cape Breton a | Sydney          |
| Comitatul Colchester    | Truro           |
| Comitatul Cumberland    | Amherst         |
| Comitatul Digby         | Digby           |
| Comitatul Guysborough   | Guysborough     |
| Comitatul Halifax b     | Halifax         |
| Comitatul Hants         | Windsor         |

| Comitat             | Sediu     |
| ------------------- | --------- |
| Comitatul Inverness | Port Hood |
| Comitatul Kings     | Kentville |
| Comitatul Lunenburg | Lunenburg |
| Comitatul Pictou    | Pictou    |
| Comitatul Queens c  | Liverpool |
| Comitatul Richmond  | Arichat   |
| Comitatul Shelburne | Shelburne |
| Comitatul Victoria  | Baddeck   |
| Comitatul Yarmouth  | Yarmouth  |

a acum Cape Breton Regional Municipality.
b acum Halifax Regional Municipality.
c acum Region of Queens Municipality.